# Luigi Maria Ugolini

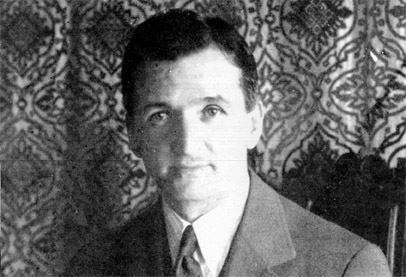
Luigi Maria Ugolini

Luigi Maria Ugolini (* 8. September 1895 in Bertinoro, Romagna; † 10. Oktober 1936 ebenda) war ein italienischer Archäologe. Bekannt wurde er durch seine archäologischen Missionen in Albanien, wo er Teile der antiken Städte Phoinike und Butrint ausgrub.

## Leben
Luigi Maria Ugolini war der Sohn eines Uhrmachers. Unmittelbar nach dem Abitur trat er in das Korps der Alpini ein und nahm als Mitglied dieser Truppe am Ersten Weltkrieg teil. Eine nie ganz überwundene Kriegsverletzung sollte zu Ugolinis frühem Tod beitragen.
Nach dem Krieg studierte er an der Universität Bologna Archäologie. Ugolini schloss seine Studien sehr gut ab und er bekam 1924 das Angebot, die erste italienische archäologische Mission in Albanien zu leiten. Zu seinem Karrieresprung trug bei, dass er mit den kurze Zeit vorher an die Macht gekommenen Faschisten sympathisierte. Diese verfolgten nicht nur im wissenschaftlichen Bereich die Strategie, junge Männer beruflich etablierten vorzuziehen, um sie sich zu verpflichten. Ugolini ist ein typisches Beispiel dieser regimetreuen Generation junger italienischer Wissenschaftler. Die Archäologie war zu dieser Zeit auch eine ausgesprochen politische Wissenschaft. Mit ihrer Hilfe suchten die Faschisten ihre imperialen Ansprüche im Mittelmeerraum zu untermauern.
In diesem Kontext suchte Ugolini in Albanien nach den Orten, die Aeneas, der mythische Stammvater der Römer, der Legende nach auf seinem Weg von Troja nach Latium besucht haben soll. Er wollte nachweisen, dass es zwischen den präromanischen Kulturen Italiens und des Balkans enge Verbindungen gegeben habe.

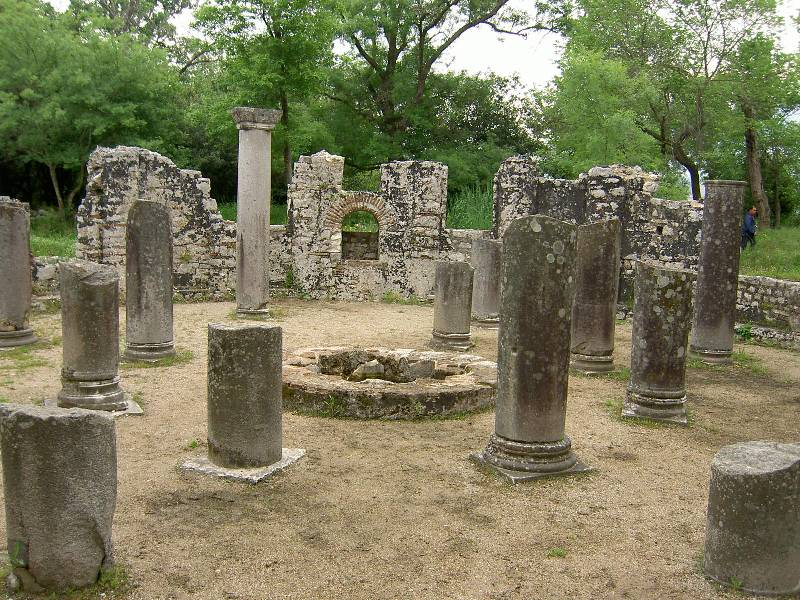
Butrint: Das von Ugolini entdeckte Baptisterium. Die Mosaiken sind zum Schutz mit Sand bedeckt.

Ugolini kam 1925 im Süden Albaniens an. Er bereiste zunächst eine Reihe vielversprechender Orte in der Umgebung von Saranda, die als antike Stätten bekannt waren. Außer in Butrint, war er auch auf den Hügeln von Kalivo und Çuka e Aitoit sowie auf dem Burgberg von Saranda, wo jeweils Reste antiker Befestigungen zu finden waren. Danach begann er mit ersten Ausgrabungen auf dem Hügel von Phoenice. Bis 1932 leitete er dort und in Butrint mehrere Grabungskampagnen. An letzterem Ort entdeckte er unter anderem das berühmte spätrömische Baptisterium mit seinen gut erhaltenen Mosaiken und eine als Venus von Butrint bekannt gewordene Statue. Zu Ugolinis Arbeitern in Butrint gehörte auch Hasan Ceka, der nach dem Zweiten Weltkrieg in Albanien die Archäologie als Wissenschaft begründete.
Von 1931 an leitete Ugolini auch eine archäologische Mission auf der Insel Malta. Erst kurz vor seinem Tod kehrte er, geschwächt von der Malaria, im Sommer 1936 in seine Heimatstadt Bertinoro zurück, wo er im darauffolgenden Oktober gestorben ist.
Die von Ugolini publizierten Forschungsergebnisse wurden nach dem Zweiten Weltkrieg wegen seiner ideologischen Belastung teilweise gering geschätzt. Einige Jahrzehnte später wird er aber von der Fachwelt differenzierter betrachtet. Insbesondere die internationalen Archäologenteams, die seit den 1990er Jahren in Butrint und Phoinike tätig sind, haben sich intensiv mit Ugolinis Arbeiten auseinandergesetzt und erkennen auch seine fachlichen Verdienste an. Insbesondere seine Annahme bezüglich der kulturellen Verbindungen zwischen beiden Ufern der Adria schon in der Bronzezeit gilt heute unumstritten.

## Veröffentlichungen (Auswahl)
- La Panighina. Fonte sacra preistorica. In: Monumenti Antichi 29, 1923, S. 495–654.
- Albania antica 1: Ricerche archeologiche. Mailand 1927.
- L’acropoli di Fenice (= Albania antica. 2). Mailand 1932.
- L’Agrippa di Butrinto. Rom 1932.
- Butrinto. Il mito d’Enea. Rom 1937
- L’acropoli di Butrinto (= Albania antica. 3). Rom 1942.